# Центр современного искусства и культуры имени А. И. Куинджи
Мариупольский городской центр современного искусства и культуры имени А. И. Куинджи (укр. Маріупольський міський центр сучасного мистецтва і культури імені А. І. Куїнджі) — культурный центр в городе Мариуполь Донецкой области Украины, названный в честь мариупольского художника Архипа Ивановича Куинджи и действовавший в 2004—2022 годах. Включал в себя выставочный зал и музей медальерного искусства Е. В. Харабета. После вторжения России в Украину не действует.

## История

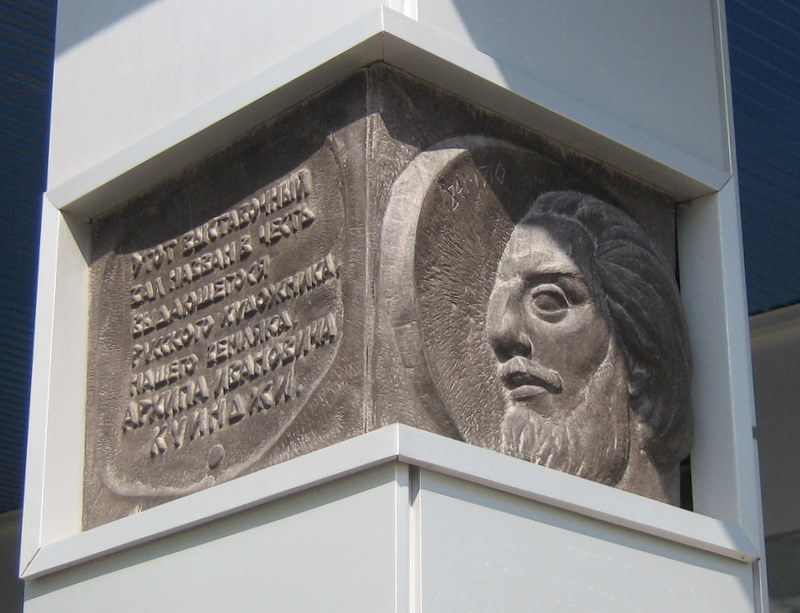
Мемориальная доска в честь А. И. Куинджи, расположенная на выставочном зале центра

Центр был основан в 2004 году в результате реорганизации Мариупольского краеведческого музея, переподчинения Департаменту культурно-общественного развития Мариупольского городского совета.
В 2005 году на базе центра был открыт музей медальерного искусства Е. В. Харабета — единственный в Украине музей медальерного искусства, имевший более 800 экспонатов.
В 2007, 2012 и 2016 годах в центре проходил Международный фестиваль искусств «Мемориал Архипа Куинджи».
В 2011 году центр был отремонтирован, были заменены напольные покрытия и расширены выставочные площади.
В 2022 году в ходе вторжения России в Украину российские войска захватили Мариуполь и центр перестал функционировать. По данным властей Мариуполя, российские власти вывезли из музея Харабета в Донецк около двухсот медалей.

## Описание
Основной задачей центра была организация выставок. Выставочный зал центра принимал до 50 художественных выставок в год. Выставки представляли современных мастеров, графиков и живописцев, от реализма до постмодернизма.
Также в центре проходили музыкальные салоны, поэтические чтения, экскурсии, мастер-классы с художниками.
Собственные художественные фонды центра включали в себя более двух тысяч экспонатов — произведений живописи и графики, скульптур малых форм и предметов декоративно-прикладного искусства.